# Goriën zingen
Goriën zingen is een jaarlijkse traditie die plaatsvindt op 12 maart in Schoonbroek, een dorp in de Kempense gemeente Retie.
In oorsprong is het Goriën zingen een bedelzang (bijvoorbeeld het Nieuwjaarszingen of het zingen op Driekoningen) ter ere van de heilige Gregorius, patroonheilige van de schoolgaande jeugd. Kinderen trokken zonder begeleiding door de straten om van deur tot deur te gaan zingen in ruil voor eieren. Ze tooiden zich daarbij met bloemenkronen om de lente te verwelkomen en bliezen op koehoorns om de winter te verjagen, overgangsrituelen die allicht ouder zijn dan het christendom zelf.
Omdat de traditie op sterven na dood was, wordt ze sinds 2013 georganiseerd door de basisschool zelf, en behelst het goriën zingen een begeleide wandeltocht naar de Goriënberg, waar de kinderen getrakteerd worden op een eiergerecht.

## Geschiedenis
12 maart was tot aan het Tweede Vaticaans concilie de officiële feestdag van de heilige Gregorius. Oorspronkelijk werden op deze dag in heel Vlaanderen (school)feesten georganiseerd, maar reeds in 1895 schrijft de volkskundige J. Cornelissen dat het gebruik praktisch overal is uitgedoofd.
De festiviteiten varieerden van school tot school. Vaak kwam het er op neer dat de leerlingen onderling verschillende competities aangingen. Dit kon gaan van evenementen met de typische kenmerken van een traditionele boerenkermis (eierenslaan, zakkenlopen, …) tot opdrachten die toepasselijker waren binnen de schoolcontext, zoals het schoonschrift of het klasdictee.
In de Kempen gingen de kinderen ook van deur tot deur zingen. Sporen van deze traditie zijn terug te vinden in Lichtaart, Lille, Poederlee, Turnhout, Brecht, Zoersel en andere Kempische dorpen. Tot voor kort kon men in Gierle nog jaarlijks zangertjes in de straten zien.
In Heist-op-den-Berg en Hallaar gingen de kinderen ‘Sinte-Golia’ zingen. De kinderen namen een gevangen vos mee op pad en droegen koehoorns en een grote eierkorf met zich mee. Ze dreigden effectief om de vos los te laten wanneer de boer of de meid de deur niet open deden of te weinig eieren gaven.
Het gebruik om eieren te geven heeft te maken met de liturgische kalender. De feestdag van Sint-Gregorius valt altijd in de vasten (Aswoensdag kan ten laatste op 10 maart vallen). Volwassenen mochten tijdens deze periode geen eieren eten, maar kinderen waren gevrijwaard van deze regel.
De oorspronkelijke bedeltocht in Schoonbroek was bijna 20 km lang. Ze begon beurtelings aan de jongens- of meisjesschool in het gehucht. In groep trok men langs vooral boerderijen naar de gehuchten Arselt, Rhoode, Kinschot tot de Bremelhoeve. Van daar ging het dan richting Hoeven, waar de weg richting Kortijnen werd gekozen om terug naar Schoonbroek te keren. Kort na die afslag was er een pauzeplaats met een landduin, de "Goriënberg". De oudsten van de groep (toen nog het 7de en 8ste leerjaar, dus 13/14/15 jaar oud) moesten de rieten mand(en) met eieren de hele weg dragen. Zij kregen niet alleen de oude koehoorns waarop werd geblazen om de komst van de bonte bende aan te kondigen, maar ook de verantwoordelijkheid over het hele gezelschap. De traditie wilde immers dat de Schoonbroekse jeugd die dag 'alleen' op pad mocht gaan, al hield het onderwijzend personeel vanop afstand wel een oogje in het zeil. Na verloop van tijd verzeilde(n) de rieten mand(en) met eieren meestal op de platte wagen van een boer die vanaf dan met zijn paard de tocht begeleidde. Na afloop kwam iedereen samen aan een van de twee scholen om de "buit" te verdelen.

## Tekst
Goriën, goriën, gee-goa

hèdde gèn kinnekes die meegoan

We zullen ze wel wa liejre

van ozze lieven hiejre

We zulle wel behauwe

veur ozze lieve Vrouwe

ABC

Geft de kinnekes een ai-je meej

of een centje in de beus.

In Schoonbroek was er ook een liedje voor als er niks werd gegeven. Dat gebeurde eigenlijk nooit, maar op de lange wandeling werd het luidkeels gebruld tussen twee boerderijen in.

Goriën, goriën, gek

de kiekens schaiten op ’t dek

moeder tast wat dieper in ’t nest

zwerte hinnekes leggen ’t best.